# 전립선암 병기
전립선암 병기 결정은 의사가 전립샘 외부로 암이 퍼졌을 위험성, 또는 수술이나 방사선 치료와 같은 국소 치료법으로 완치될 확률을 분류하는 과정이다. 환자가 예후 범주에 분류되면 이 정보는 최적의 치료법 선택에 기여할 수 있다. 전립선암 병기는 임상적 또는 병리학적 병기 결정 방법으로 평가할 수 있다. 임상적 병기 결정은 일반적으로 첫 치료 전에 이루어지며 종양 유무는 영상 및 직장 검사를 통해 결정되는 반면, 병리학적 병기 결정은 생검을 수행하거나 전립샘을 제거한 후 샘플 내 세포 유형을 확인함으로써 치료 후에 이루어진다.
미국에서는 전립선암 병기 결정에 두 가지 방식이 일반적으로 사용된다. 가장 흔한 것은 미국 암 합동위원회(AJCC)에 의해 공포된 것으로, TNM 분류 체계로 알려져 있으며, 이는 종양의 크기, 관련된 림프절의 범위, 그리고 모든 전이(원격 전파)를 평가하고 암 등급도 고려한다. 다른 많은 암과 마찬가지로, 이들은 종종 네 가지 병기(I–IV)로 그룹화된다. 과거에 사용되었던 또 다른 방식은 휘트모어-제웻 병기 결정이었으나, 현대에서는 TNM 병기 결정이 더 일반적이다.
영국에서는 이전의 전립선암을 세 가지 위험군으로 나누던 시스템을 대체하여 5단계의 케임브리지 예후군(CPG)이 사용된다.

## TNM 병기
AJCC 7판 및 UICC 7판.
1기 질환은 전립선비대증과 같은 다른 이유로 전립선 조직을 제거할 때 샘플의 작은 부분에서 우연히 발견된 암으로, 세포가 정상 세포와 매우 유사하고 검사 시 전립선이 정상으로 느껴진다. 2기에서는 전립선에 더 많은 부분이 관련되어 있으며 전립선 내에서 덩어리가 만져진다. 3기에서는 종양이 전립선 피막을 통해 퍼졌으며 덩어리가 전립선 표면에서 느껴질 수 있다. 4기 질환에서는 종양이 인근 구조를 침범했거나 림프절 또는 다른 장기로 퍼졌다. 글리슨 채점 시스템은 생검에서 얻은 세포 내용물과 조직 구조를 기반으로 하며, 이는 질병의 파괴적 잠재력과 궁극적인 예후를 추정한다.

### 원발성 종양('T') 평가

#### 임상적 T 병기 (cT)
- cTX: 원발성 종양을 평가할 수 없음
- cT0: 종양의 증거 없음
- cT1: 종양이 존재하지만 임상적 또는 영상 검사로 감지할 수 없음
  - cT1a: 종양이 절제된 전립선 조직의 5% 이하에서 우연히 발견됨 (다른 이유로)
  - cT1b: 종양이 절제된 전립선 조직의 5% 초과에서 우연히 발견됨
  - cT1c: 혈청 PSA 수치 상승으로 인해 수행된 바늘 생검에서 종양이 발견됨
- cT2: 종양이 검사 시 촉지(만져짐)되지만 전립선 외부로 퍼지지 않음
  - cT2a: 종양이 전립선 엽 중 하나의 절반 이하에 있음
  - cT2b: 종양이 한 엽의 절반 이상에 있지만 양쪽 모두에는 없음
  - cT2c: 종양이 양쪽 엽에 있지만 전립선 피막 내에 있음

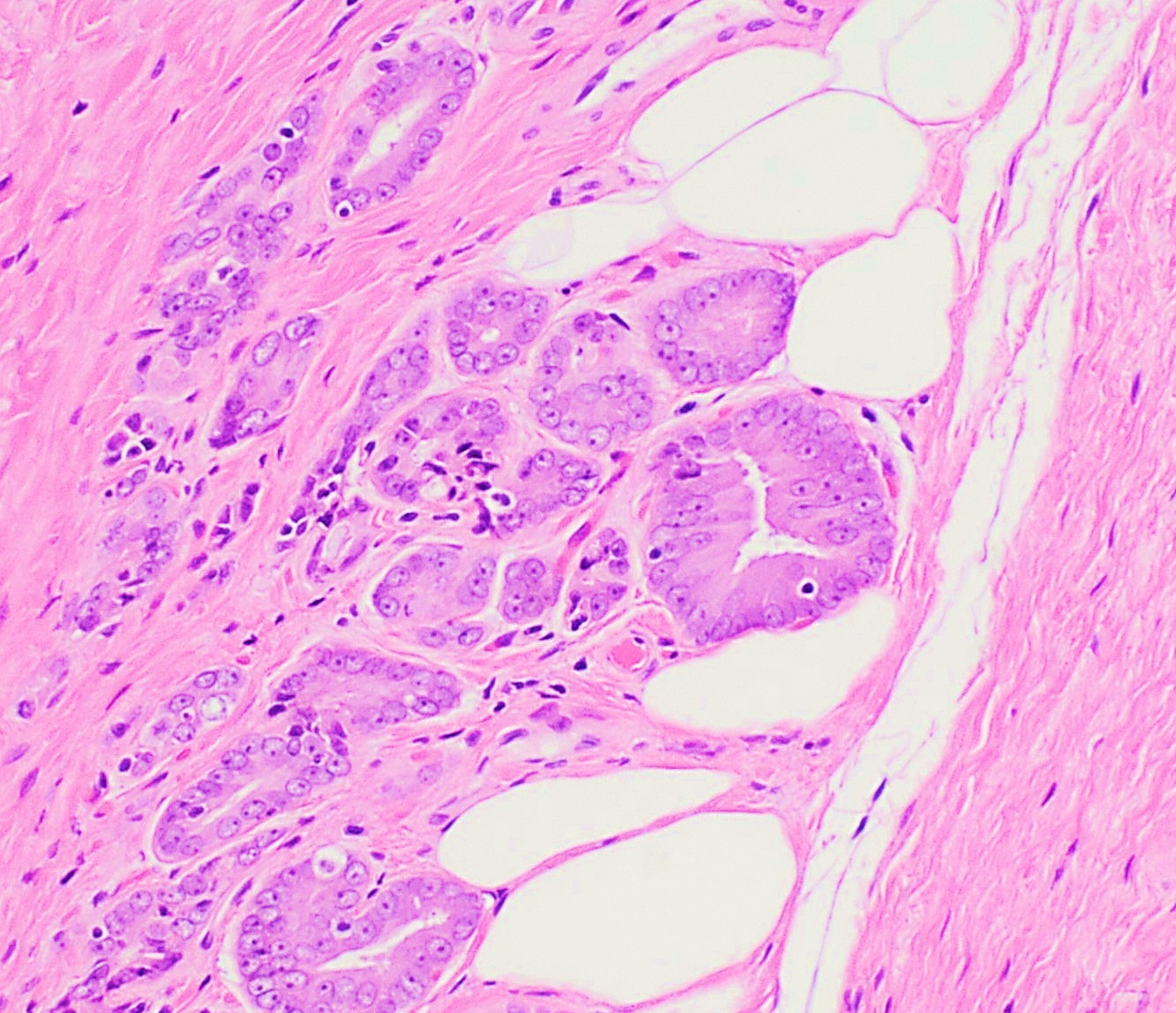
전립선 내부에는 지방 조직이 있을 수 있지만, 그럼에도 불구하고 바늘 생검에서 전립선암에 의한 확실한 지방 침범(그림과 같이)은 전립선외 또는 피막외 전파로 간주된다.

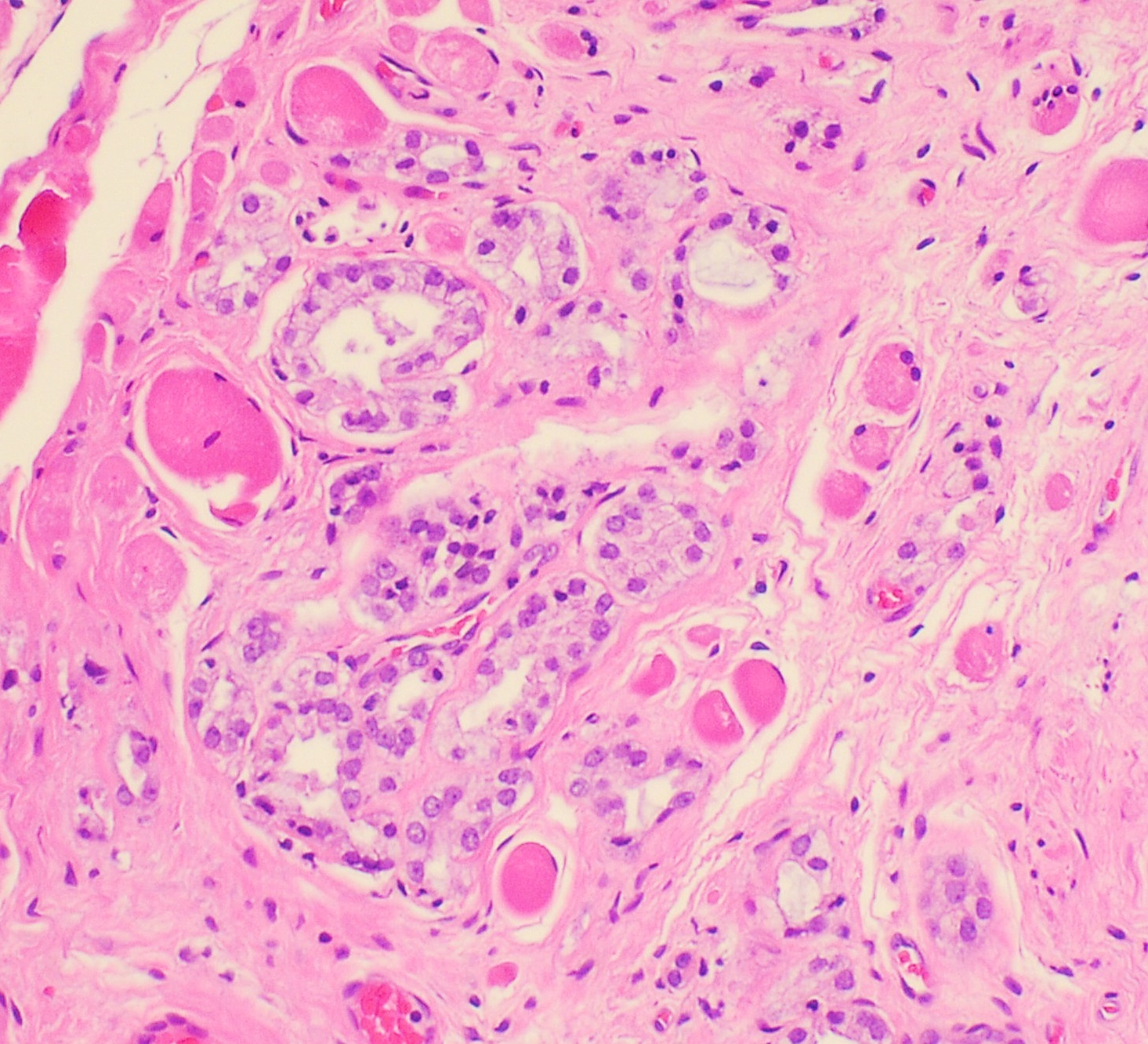
대조적으로, 골격근은 전립선 내에 정상적으로 존재하므로 골격근 침범은 전립선외 또는 피막외 확장에 해당하지 않는다.

- cT3: 종양이 전립선 피막을 통해 퍼짐 (부분적으로만 퍼진 경우 여전히 T2)
  - cT3a: 종양이 한쪽 또는 양쪽 피막을 통해 퍼짐
  - cT3b: 종양이 한쪽 또는 양쪽 정낭을 침범함
- cT4: 종양이 다른 인근 구조를 침범함

"T2c"라는 명칭은 전립선 양쪽 엽에서 촉진되는 종양을 의미한다는 점을 강조해야 한다. 생검에서만 양측성으로 발견되지만 양측성으로 촉진되지 않는 종양은 T2c로 병기를 지정해서는 안 된다.

#### 병리학적 T 병기 (pT)
- pT2: 기관 내부에 국한됨
  - pT2a: 일측성, 한쪽의 절반 이하
  - pT2b: 일측성, 한쪽의 절반 이상 침범, 양쪽 모두는 아님
  - pT2c: 양측성 질환
- pT3: 전립선외 확장
  - pT3a: 전립선외 확장 또는 방광경부의 미세 침범
  - pT3b: 정낭 침범
- pT4: 직장, 항문거근 및 골반벽 침범

### 국소 림프절('N') 평가
- NX: 국소 림프절을 평가할 수 없음
- N0: 국소 림프절로 전파되지 않음
- N1: 국소 림프절로 전파됨

### 원격 전이('M') 평가
- MX: 원격 전이를 평가할 수 없음
- M0: 원격 전이가 없음
- M1: 원격 전이가 있음
  - M1a: 암이 국소 림프절을 넘어 퍼짐
  - M1b: 암이 뼈로 퍼짐
  - M1c: 암이 다른 부위로 퍼짐 (뼈 침범 여부와 관계없이)

### 조직학적 등급('G') 평가
일반적으로 암의 등급(정상 조직과 얼마나 다른지)은 병기와 별도로 평가된다. 전립선암의 경우, 세포 형태는 글리슨 채점 시스템을 기반으로 등급이 매겨진다.
이 시스템에서 글리슨 점수 2-4, 5-6, 7-10에 따라 종양을 각각 "분화 좋음", "중간 분화", "분화 나쁨"으로 묘사하는 방식은 SEER 및 기타 데이터베이스에서는 계속 사용되지만 일반적으로는 구식이다. 최근에는 병리학자들이 종양에 3 미만의 등급을 거의 부여하지 않으며, 특히 생검 조직에서는 더욱 그러하다.

### 등급군 분류('GG')
보다 현대적인 보고 표준에는 등급군이 포함된다. 전립선암의 경우, 등급군 정보와 전립선특이항원 수치는 TNM 상태와 함께 사용되어 사례를 네 가지 전체 병기로 분류한다.
- 등급군 1 = 글리슨 6 (이하)
- 등급군 2 = 글리슨 3+4=7
- 등급군 3 = 글리슨 4+3=7
- 등급군 4 = 글리슨 8
- 등급군 5 = 글리슨 9-10

### 전체 병기 결정
AJCC(2018) 병기 결정 시스템에서 종양, 림프절, 전이, 글리슨 등급군 및 전립선특이항원 상태는 악화되는 심각도의 네 가지 병기로 결합될 수 있다.
| 병기  | 종양           | 림프절 | 전이 | 등급군       | PSA      | 5년 생존율 |
| ----- | -------------- | ------ | ---- | ------------ | -------- | ---------- |
| 1기   | cT1a           | N0     | M0   | GG1          | <10      | 100%       |
| 1기   | cT2a           | N0     | M0   | GG1          | <10      | 100%       |
| 1기   | pT2            | N0     | M0   | GG1          | <10      | 100%       |
| 2기 A | cT1            | N0     | M0   | GG1          | 10-20    | 100%       |
| 2기 A | cT2a 또는 pT2  | N0     | M0   | GG1          | 10-20    | 100%       |
| 2기 A | cT2b 또는 cT2c | N0     | M0   | GG1          | <20      | 100%       |
| 2기 B | T1 또는 T2     | N0     | M0   | GG2          | <20      | 100%       |
| 2기 C | T1 또는 T2     | N0     | M0   | GG3 또는 GG4 | <20      | 100%       |
| 3기 A | T3             | N0     | M0   | GG1—4        | <20      | 95%        |
| 3기 B | T3 또는 T4     | N0     | M0   | GG1—4        | 모든 PSA | 95%        |
| 3기 C | 모든 T         | N0     | M0   | GG5          | 모든 PSA | 95%        |
| 4기 A | 모든 T         | N1     | M0   | 모든 G       | 모든 PSA | 30%        |
| 4기 B | 모든 T         | 모든 N | M1   | 모든 G       | 모든 PSA | 30%        |

## 휘트모어-제웻 병기
비록 더 이상 일반적으로 사용되지 않지만, 휘트모어-제웻 시스템(ABCD 등급이라고도 함)은 TNM 시스템과 유사하며 대략적으로 동등한 병기를 가지고 있다. 전체 병기에 라틴 문자 대신 로마 숫자가 때때로 사용된다(예: A 병기는 1기, B 병기는 2기 등).
- A: 종양이 존재하지만 임상적으로 감지할 수 없음; 우연히 발견됨
  - A1: 조직이 정상 세포와 유사함; 한 엽의 몇 조각에서 발견됨
  - A2: 더 광범위하게 침범함
- B: 종양이 신체 검사 시 만져지지만 전립선 피막 외부로 퍼지지 않음
  - BIN: 종양이 만져지며, 한 엽 전체를 차지하지 않고 정상 조직으로 둘러싸여 있음
  - B1: 종양이 만져지며, 한 엽 전체를 차지하지 않음
  - B2: 종양이 만져지며, 한 엽 또는 양쪽 엽 전체를 차지함
- C: 종양이 피막을 통과하여 확장됨
  - C1: 종양이 피막을 통과하여 확장되었지만 정낭을 침범하지 않음
  - C2: 종양이 정낭을 침범함
- D: 종양이 다른 장기로 전이됨

## 케임브리지 예후군 (CPG)
영국에서는 NICE 가이드라인이 전립선암을 5가지 위험군(CPG1에서 CPG5)으로 분류하는 데 케임브리지 예후군(CPG)을 사용할 것을 권장한다. 이는 3가지 위험군(저위험, 중위험, 고위험)을 사용하던 이전 시스템을 대체한다. CPG 점수는 등급군 또는 글리슨 점수, 전립선 특이 항원(PSA) 수치, 그리고 임상 종양 병기를 고려하여 결정된다.

## 위험군
TNM 병기 결정도 중요하지만, 해부학적 특징에만 기반한 시스템은 전립선암 환자에게 가장 적합한 치료법을 결정하는 데 적합하지 않다. 이는 병기 범주 내에서도 예후의 상당한 이질성이 존재하기 때문이다. 전립선특이항원 및 등급(즉, 글리슨 채점 시스템에서의 글리슨 점수)을 고려하면 더 정교한 예후를 확립할 수 있다. 예를 들어, 이 세 가지 요인(TNM 병기, PSA, 글리슨 점수)을 기반으로 환자를 고위험, 중간위험, 저위험군으로 분류하는 것이 일반적이다. 역사적으로 진단 시 질병의 해부학적 범위를 설명해 온 병기 결정과 임상 결과에 기여하는 많은 특징을 포함할 수 있는 예후 모델 사이에는 명확한 구분이 없다.
치료를 받는 경우, 저위험군 환자는 일반적으로 적극적 감시, 전립샘절제술, 또는 방사선치료 단독으로 치료받는다. 중간위험군 환자는 전립샘절제술 또는 방사선치료와 단기간(6개월 미만)의 호르몬 융삭(성선자극호르몬 방출 호르몬 유사체를 이용한 의학적 거세)의 대상이다. 고위험군 환자에 대한 수술의 역할은 여전히 불확실하지만, 이들은 일반적으로 방사선치료와 장기간의 호르몬 융삭으로 치료받는다. 많은 고위험군 환자는 이 치료로 완치되지 않으며, 이 집단에서 더 나은 치료법을 찾는 것은 전립선암 연구에서 특히 시급한 문제이다.